# Kassjön, Västerbotten
Kassjön är en sjö i Umeå kommun i Västerbotten och ingår i Umeälvens huvudavrinningsområde. Sjön är 12 meter djup, har en yta på 0,217 kvadratkilometer och är belägen 84,1 meter över havet. Vid provfiske har bland annat abborre, gers, gädda och mört fångats i sjön.

## Delavrinningsområde
Kassjön ingår i det delavrinningsområde (709896-170626) som SMHI kallar för Utloppet av Kassjön. Medelhöjden är 140 meter över havet och ytan är 6,19 kvadratkilometer. Det finns inga avrinningsområden uppströms utan avrinningsområdet är högsta punkten. Vattendraget som avvattnar avrinningsområdet har biflödesordning 3, vilket innebär att vattnet flödar genom totalt 3 vattendrag innan det når havet efter 29 kilometer. Avrinningsområdet består mestadels av skog (62 procent), öppen mark (18 procent) och jordbruk (14 procent). Avrinningsområdet har 0,22 kvadratkilometer vattenytor vilket ger det en sjöprocent på 3,5 procent.

## Fisk
Vid provfiske har följande fisk fångats i sjön:
- Abborre
- Gärs
- Gädda
- Mört
- Nors